# Sheohar
Sheohar är en ort i Indien.   Den ligger i distriktet Sheohar och delstaten Bihar, i den nordöstra delen av landet, 800 km öster om huvudstaden New Delhi. Sheohar ligger 71 meter över havet och antalet invånare är 24 979.
Terrängen runt Sheohar är mycket platt. Runt Sheohar är det tätbefolkat, med 735 invånare per kvadratkilometer. Sheohar är det största samhället i trakten. Trakten runt Sheohar består till största delen av jordbruksmark.